# Claude H. Van Tyne
Claude Halstead Van Tyne (16 octobre 1869 – 21 mars 1930) est un historien américain. Spécialiste de la Révolution américaine, il remporte en 1930 le prix Pulitzer d'histoire pour The War of Independence, publié un an plus tôt.

## Biographie
Van Tyne naît à Tecumseh, dans le Michigan, le 16 octobre 1869. Ses parents sont Lawrence H. Van Yyne et Helena van Tyne. Il commence par travailler dans une banque, puis abandonne cet emploi pour faire des études à l'université du Michigan. Il obtient son bachelor's degree en 1896. De 1897 à 1898, il étudie à Leipzig, Heidelberg, et Paris. Il retourne ensuite aux États-Unis, et fait son doctorat à l'université de Pennsylvanie. Il enseigne pendant quelques années dans cette université, avant de rejoindre l'université du Michigan en tant que maître de conférence (assistant professor) d'histoire en 1903. Il devient professeur en 1906, et chef du département d'histoire en 1911, fonctions qu'il occupe jusqu'à sa mort en 1930. Il enseigne en outre l'histoire dans les universités de province françaises entre 1913 et 1914. Il collabore avec Waldo Gifford Leland (en) dans une recherche financée par le Carnegie Institution de Washington, publiée en 1904 sous l'intitulé Guide to the Archives of the Government of the United States in Washington. 
Il remporte le prix Pulitzer d'histoire en 1930, l'année de sa mort, pour The War of Independence, publié un an auparavant.
Il épouse Belle Josling en 1896. Ils ont trois fils et une fille.
Il meurt, à Ann Arbor, dans le Michigan, le 21 mars 1930, à la suite d'une longue maladie.

## Publications
- 1902 : The Loyalists in the American Revolution
- 1904 : Guide to the Archives of the Government of the United States in Washington (avec Waldo Gifford Leland)
- 1911 : A History of the United States for Schools (avec Andrew C. McLaughlin)
- 1922 : The Causes of the War of Independence (sur archive.org)
- 1923 : India in Ferment
- 1927 : England & America: Rivals in the American Revolution
- 1929 : The War of Independence